# Evans Nyarko
Evans Owusu Nyarko (* 6. Juli 1992) ist ein deutsch-ghanaischer Fußballspieler, der bei Eintracht Norderstedt unter Vertrag steht.

## Karriere
Evans Nyarko wurde in Ghana geboren und ist in Hamburg aufgewachsen. Seine ersten Schritte im Fußballsport machte er in der Jugendabteilung des TSV Uetersen und wechselte 2005 zum Hamburger SV. In der A-Jugend spielte er beide Jahre mit HSV in der A-Junioren-Bundesliga, erreichte in der Saison 2011/12 den dritten Platz in der Staffel Nord/Nordost und absolvierte insgesamt 25 U-19-Bundesliga-Spiele, in denen er zwei Tore erzielte. In seinem zweiten Jahr in der A-Jugend schaffte Nyarko schon den Sprung in die Zweite Mannschaft des HSV und kam am 8. August 2010 gegen Holstein Kiel zu seinem Debüt im Seniorenbereich. Nachdem er in dieser Spielzeit auf sechs Ligaeinsätze gekommen war, entwickelte er sich ein Jahr später zu einer festen Größe in der Innenverteidigung und bestritt dabei 17 Ligaspiele.
Zur Saison 2012/13 wechselte Nyarko zu Fortuna Düsseldorf II. Nach seinem Debüt für die Fortuna am 25. August 2012 gegen die Sportfreunde Siegen sicherte sich der Innenverteidiger auf Anhieb einen Stammplatz. Zusammen mit dem Düsseldorfer U-19-Talent Leander Goralski saß er beim Bundesligaspiel der Fortuna gegen den damals amtierenden Meister Borussia Dortmund im November 2012 auf der Bank, nachdem sich mehrere Spieler der Fortuna verletzt hatten. Zu seinem Bundesligadebüt kam Nyarko jedoch nicht. Im Juni 2013 absolvierte er ein dreitägiges Probetraining bei der U-23 von Borussia Dortmund.
Knapp eine Woche später wechselte Nyarko zu Dortmunds U-23. Ausschlaggebend für den Wechsel war einerseits die Chance, in der 3. Liga zu spielen, andererseits der Positionswechsel von der Innenverteidigung auf die Sechs, auf welcher der BVB ihn einsetzte. Er unterschrieb zunächst einen Zweijahresvertrag bis zum Jahr 2015. Am 20. Juli 2013 bestritt er beim 1:0-Heimsieg über den VfB Stuttgart II sein Pflichtspieldebüt in der 3. Fußball-Liga.
Nach dem Abstieg mit der U-23 aus der 3. Liga wechselte Nyarko zur Saison 2015/16 zu Holstein Kiel. Nach anderthalb Jahren bei den Störchen schloss sich Nyarko im Januar 2017 dem SV Wehen Wiesbaden an. Er erhielt einen Vertrag bis zum 30. Juni 2018. In Wiesbaden zog er sich jedoch prompt einen Muskelfaserriss zu und kam in der Rückrunde lediglich für eine Minute zum Einsatz. Beim 3:1-Auswärtssieg bei Hansa Rostock wurde Nyarko in der 90. Minute eingewechselt. Danach kam er nicht mehr zum Einsatz und sein Vertrag wurde nicht verlängert.
Nach mehrmonatiger Vereinslosigkeit schloss sich Nyarko im Januar 2019 dem Regionalligisten Eintracht Norderstedt an.